# Cras (Lot)
Cras é uma comuna francesa na região administrativa de Occitânia, no departamento de Lot. Estende-se por uma área de 10,22 km². Em 2010 a comuna tinha 104 habitantes (densidade: 10,2 hab./km²).